# Vòng bảng UEFA Champions League 2017–18
Vòng bảng UEFA Champion League 2017–18 bắt đầu vào ngày 12 tháng 9 và kết thúc vào ngày 6 tháng 12 năm 2017. Tổng số 32 đội cạnh tranh trong giai đoạn này để chọn ra 16 đội lọt vào vòng đấu loại trực tiếp của UEFA Champions League 2017-18.

## Lễ bốc thăm
Lễ bốc thăm được tổ chức vào ngày 24 tháng 8 năm 2017, 18:00 giờ mùa hè Trung Âu, tại Trung tâm diễn đàn Grimaldi, Monaco.
32 đội được phân thành tám nhóm bốn đội, với quy tắc là các đội từ cùng một hiệp hội sẽ không cùng bảng với nhau. Đối với lễ bốc thăm, các đội được chia thành bốn nhóm hạt giống dựa trên những nguyên tắc sau đây:
- Nhóm 1 gồm đội đương kim vô địch và những nhà vô địch của 7 hiệp hội hàng đầu dựa trên hệ số quốc gia UEFA năm 2016 của họ.[4] Nếu đội đương kim vô địch nằm trong nhóm 7 hiệp hội hàng đầu, nhà vô địch của hiệp hội xếp hạng tám cũng được xếp làm hạt giống nhóm 1.
- Nhóm 2, 3 và 4 gồm các đội còn lại, được phân hạt giống dựa trên hệ số câu lạc bộ UEFA năm 2017 của họ.[5]

Ngày 17 tháng 7 năm 2014, UEFA quyết định rằng các câu lạc bộ Ukraina và Nga sẽ không được thi đấu với nhau "cho đến khi có thông báo mới nhất" do tình trạng chính trị bất ổn giữa 2 quốc gia.
Thêm vào đó, lễ bốc thăm được kiểm soát sao cho các đội từ cùng một liên đoàn bóng đá quốc gia được chia đều thành hai nhóm bảng đấu (A–D, E–H) nhằm mục đích tối đa hóa việc phát sóng truyền hình. Tại mỗi lượt trận, một nhóm bốn bảng đấu thi đấu vào thứ ba, trong khi nhóm bốn bảng còn lại thi đấu vào thứ tư. Thứ tự thi đấu thay đổi xen kẽ giữa mỗi lượt trận.
Các cặp đấu được xác định sau lễ bốc thăm, sử dụng máy vi tính để bốc thăm không công khai, với trình tự các trận đấu như sau (Quy định Điều lệ 16.02):
Lưu ý: Các vị trí để sắp xếp lịch thi đấu không sử dụng các nhóm hạt giống. Ví dụ: Đội 1 không nhất thiết phải là đội từ nhóm 1 trong lễ bốc thăm.
| Lượt trận   | Các trận đấu |
| ----------- | ------------ |
| Lượt trận 1 | 2 v 3, 4 v 1 |
| Lượt trận 2 | 1 v 2, 3 v 4 |
| Lượt trận 3 | 3 v 1, 2 v 4 |

| Lượt trận   | Các trận đấu |
| ----------- | ------------ |
| Lượt trận 4 | 1 v 3, 4 v 2 |
| Lượt trận 5 | 3 v 2, 1 v 4 |
| Lượt trận 6 | 2 v 1, 4 v 3 |

Có một số quy định khác: ví dụ, đội từ cùng một thành phố (ví dụ như, Real Madrid và Atlético Madrid) không chơi trên sân nhà trong cùng một lượt trận (UEFA cố gắng để tránh các đội từ cùng một thành phố chơi trên sân nhà trong cùng một ngày hoặc hai ngày liên tiếp, vì lý do hậu cần và kiểm soát cổ động viên), và đội thuộc một số quốc gia (ví dụ như Nga, Kazakhstan, Belarus) không đá trận sân nhà vào lượt trận cuối vòng bảng (do thời tiết giá lạnh và quy định tất cả các trận đấu diễn ra cùng giờ).

## Các đội
Dưới đây là các đội tham gia (với hệ số câu lạc bộ UEFA 2017 của đội bóng đó) được phân vào các bảng theo các nhóm hạt giống. Các đội bóng bao gồm 22 đội vào thẳng vòng bảng, và 10 đội chiến thắng của các vòng loại (5 đội thuộc nhóm Champions Route, 5 đội thuộc nhóm League Route).
| Chú thích màu sắc                             |
| --------------------------------------------- |
| Đội nhất và nhì bảng tiến vào vòng 16 đội     |
| Đội đứng ba tham dự Europa League vòng 32 đội |

| Đội              | Hệ số   |
| ---------------- | ------- |
| Real Madrid[TH]  | 176.999 |
| Bayern München   | 154.899 |
| Chelsea          | 106.192 |
| Juventus         | 140.666 |
| Benfica          | 111.866 |
| Monaco           | 62.333  |
| Spartak Moskva   | 18.606  |
| Shakhtar Donetsk | 87.526  |

| Đội                 | Hệ số   |
| ------------------- | ------- |
| Barcelona           | 151.999 |
| Atlético Madrid     | 142.999 |
| Paris Saint-Germain | 126.333 |
| Borussia Dortmund   | 124.899 |
| Sevilla[LR]         | 112.999 |
| Manchester City     | 100.192 |
| Porto               | 98.866  |
| Manchester United   | 95.192  |

| Đội               | Hệ số  |
| ----------------- | ------ |
| Napoli[LR]        | 88.666 |
| Tottenham Hotspur | 77.192 |
| Basel             | 74.415 |
| Olympiakos[CR]    | 64.580 |
| Anderlecht        | 58.480 |
| Liverpool[LR]     | 56.192 |
| Roma              | 53.666 |
| Beşiktaş          | 45.840 |

| Đội             | Hệ số  |
| --------------- | ------ |
| Celtic[CR]      | 42.785 |
| CSKA Moskva[LR] | 39.606 |
| Sporting CP[LR] | 36.866 |
| APOEL[CR]       | 26.210 |
| Feyenoord       | 23.212 |
| Maribor[CR]     | 21.125 |
| Qarabağ[CR]     | 18.050 |
| RB Leipzig      | 15.899 |

Ghi chú
1. TH Đương kim vô địch, tự động được xếp ở vị trí trên cùng của danh sách hạt giống.
2. CR Đội chiến thắng vòng play-off (nhóm Champions Route).
3. LR Đội chiến thắng vòng play-off (nhóm League Route).

## Thể thức
Ở mỗi bảng, các đội đối đầu với nhau theo thể thức vòng tròn 2 lượt (mỗi đội chơi 3 trận sân nhà và 3 trận sân khách). Đội nhất và nhì bảng tiến vào vòng 16 đội, còn đội đứng ba sẽ tham dự Europa League vòng 32 đội.

### Tiêu chí xếp hạng
Các đội được xếp hạng theo điểm số (3 điểm cho một chiến thắng, 1 điểm cho một trận hòa, 0 điểm cho một trận thua). Nếu hai hay nhiều đội bằng điểm với nhau, các tiêu chí sau đây được áp dụng để xác định thứ hạng (điều 17.01):
1. Số điểm cao hơn trong các trận vòng bảng giữa hai đội
2. Hiệu số bàn thắng thua cao hơn trong các trận vòng bảng giữa hai đội
3. Số bàn thắng ghi được cao hơn trong các trận vòng bảng giữa hai đội
4. Số bàn thắng sân khách cao hơn trong các trận vòng bảng giữa hai đội
5. Nếu sau khi áp dụng các tiêu chí 1 đến 4, các đội vẫn bằng nhau về thứ hạng (các tiêu chí 1 đến 4 được áp dụng dành riêng cho những trận đấu giữa các đội bóng liên quan để xác định thứ hạng chung cuộc). Nếu thủ tục này không thể phân định thứ hạng, áp dụng các tiêu chí 6 đến 12;
6. Hiệu số bàn thắng cao hơn trong tất cả các trận đấu vòng bảng;
7. Số bàn thắng được ghi cao hơn trong tất cả các trận đấu vòng bảng;
8. Số bàn thắng sân khách ghi được cao hơn trong tất cả các trận đấu vòng bảng;
9. Số trận thắng cao hơn trong tất cả các trận đấu vòng bảng;
10. Số trận thắng sân khách cao hơn trong tất cả các trận đấu vòng bảng;
11. Tổng điểm kỷ luật thấp hơn dựa trên số thẻ vàng và đỏ phải nhận được trong tất cả các trận đấu vòng bảng (thẻ đỏ = 3 điểm, thẻ vàng = 1 điểm, bị truất quyền thi đấu do hai thẻ vàng = 3 điểm)
12. Hệ số câu lạc bộ cao hơn.

## Các bảng đấu
Các lượt trận diễn ra vào các ngày 12–13 tháng 9, 26–27 tháng 9 năm 17–18 tháng 10, 31 tháng 10 –1 tháng 11, 21 và 22 tháng 11, và 5–6 tháng 12 năm 2017. Các trận đấu đều được điễn ra lúc 20:45 CEST/CET, ngoại trừ một số trận đấu vì lí do địa lí.
Thời gian thi đấu tới ngày 28 tháng 10 năm 2017 (lượt trận 1-3) tính theo giờ CEST (UTC+2), các lượt trận về sau (lượt trận 4 - 6) tính theo giờ CET (UTC+1).

### Bảng A
| VT | Đội               | ST | T | H | B | BT | BB | HS  | Đ  | Giành quyền tham dự                 |  | MU  | BSL | CSKA | BEN |
| -- | ----------------- | -- | - | - | - | -- | -- | --- | -- | ----------------------------------- |  | --- | --- | ---- | --- |
| 1  | Manchester United | 6  | 5 | 0 | 1 | 12 | 3  | +9  | 15 | Đi tiếp vào vòng đấu loại trực tiếp |  | —   | 3–0 | 2–1  | 2–0 |
| 2  | Basel             | 6  | 4 | 0 | 2 | 11 | 5  | +6  | 12 | Đi tiếp vào vòng đấu loại trực tiếp |  | 1–0 | —   | 1–2  | 5–0 |
| 3  | CSKA Moscow       | 6  | 3 | 0 | 3 | 8  | 10 | −2  | 9  | Chuyển qua Europa League            |  | 1–4 | 0–2 | —    | 2–0 |
| 4  | Benfica           | 6  | 0 | 0 | 6 | 1  | 14 | −13 | 0  |                                     |  | 0–1 | 0–2 | 1–2  | —   |

Các trận đấu
| Benfica         | 1–2      | CSKA Moskva                               |
| --------------- | -------- | ----------------------------------------- |
| - Seferović 50' | Chi tiết | - Vitinho 63' (ph.đ.) - Zhamaletdinov 71' |

| Manchester United                          | 3–0      | Basel |
| ------------------------------------------ | -------- | ----- |
| - Fellaini 35' - Lukaku 53' - Rashford 84' | Chi tiết |       |

| Basel                                                                    | 5–0      | Benfica |
| ------------------------------------------------------------------------ | -------- | ------- |
| - Lang 2' - Oberlin 20', 69' - Van Wolfswinkel 60' (ph.đ.) - Riveros 76' | Chi tiết |         |

| CSKA Moskva    | 1–4      | Manchester United                                       |
| -------------- | -------- | ------------------------------------------------------- |
| - Kuchayev 90' | Chi tiết | - Lukaku 4', 27' - Martial 19' (ph.đ.) - Mkhitaryan 57' |

| CSKA Moskva | 0–2      | Basel                     |
| ----------- | -------- | ------------------------- |
|             | Chi tiết | - Xhaka 29' - Oberlin 90' |

| Benfica | 0–1      | Manchester United |
| ------- | -------- | ----------------- |
|         | Chi tiết | - Rashford 64'    |

| Basel       | 1–2      | CSKA Moskva                   |
| ----------- | -------- | ----------------------------- |
| - Zuffi 32' | Chi tiết | - Dzagoev 65' - Wernbloom 79' |

| Manchester United                       | 2–0      | Benfica |
| --------------------------------------- | -------- | ------- |
| - Svilar 45' (l.n.) - Blind 78' (ph.đ.) | Chi tiết |         |

| CSKA Moskva                           | 2–0      | Benfica |
| ------------------------------------- | -------- | ------- |
| - Shchennikov 13' - Jardel 56' (l.n.) | Chi tiết |         |

| Basel      | 1–0      | Manchester United |
| ---------- | -------- | ----------------- |
| - Lang 89' | Chi tiết |                   |

| Benfica | 0–2      | Basel                          |
| ------- | -------- | ------------------------------ |
|         | Chi tiết | - Elyounoussi 5' - Oberlin 65' |

| Manchester United           | 2–1      | CSKA Moskva   |
| --------------------------- | -------- | ------------- |
| - Lukaku 64' - Rashford 66' | Chi tiết | - Vitinho 45' |

### Bảng B
| VT | Đội                 | ST | T | H | B | BT | BB | HS  | Đ  | Giành quyền tham dự                 |  | PAR | BAY | CEL | AND |
| -- | ------------------- | -- | - | - | - | -- | -- | --- | -- | ----------------------------------- |  | --- | --- | --- | --- |
| 1  | Paris Saint-Germain | 6  | 5 | 0 | 1 | 25 | 4  | +21 | 15 | Đi tiếp vào vòng đấu loại trực tiếp |  | —   | 3–0 | 7–1 | 5–0 |
| 2  | Bayern Munich       | 6  | 5 | 0 | 1 | 13 | 6  | +7  | 15 | Đi tiếp vào vòng đấu loại trực tiếp |  | 3–1 | —   | 3–0 | 3–0 |
| 3  | Celtic              | 6  | 1 | 0 | 5 | 5  | 18 | −13 | 3  | Chuyển qua Europa League            |  | 0–5 | 1–2 | —   | 0–1 |
| 4  | Anderlecht          | 6  | 1 | 0 | 5 | 2  | 17 | −15 | 3  |                                     |  | 0–4 | 1–2 | 0–3 | —   |

1. 1 2  Kết quả đối đầu: Paris Saint-Germain 3–0 Bayern Munich, Bayern Munich 3–1 Paris Saint-Germain.
2. 1 2  Kết quả đối đầu: Anderlecht 0–3 Celtic, Celtic 0–1 Anderlecht.

Các trận đấu
| Bayern München                                       | 3–0      | Anderlecht |
| ---------------------------------------------------- | -------- | ---------- |
| - Lewandowski 12' (ph.đ.) - Thiago 65' - Kimmich 90' | Chi tiết |            |

| Celtic | 0–5      | Paris Saint-Germain                                                     |
| ------ | -------- | ----------------------------------------------------------------------- |
|        | Chi tiết | - Neymar 19' - Mbappé 34' - Cavani 40' (ph.đ.), 85' - Lustig 83' (l.n.) |

| Paris Saint-Germain                       | 3–0      | Bayern München |
| ----------------------------------------- | -------- | -------------- |
| - Dani Alves 2' - Cavani 31' - Neymar 63' | Chi tiết |                |

| Anderlecht | 0–3      | Celtic                                         |
| ---------- | -------- | ---------------------------------------------- |
|            | Chi tiết | - Griffiths 38' - Roberts 50' - Sinclair 90+3' |

| Anderlecht | 0–4      | Paris Saint-Germain                                  |
| ---------- | -------- | ---------------------------------------------------- |
|            | Chi tiết | - Mbappé 3' - Cavani 44' - Neymar 66' - Di María 88' |

| Bayern München                           | 3–0      | Celtic |
| ---------------------------------------- | -------- | ------ |
| - Müller 17' - Kimmich 29' - Hummels 51' | Chi tiết |        |

| Paris Saint-Germain                                   | 5–0      | Anderlecht |
| ----------------------------------------------------- | -------- | ---------- |
| - Verratti 30' - Neymar 45+4' - Kurzawa 52', 72', 78' | Chi tiết |            |

| Celtic         | 1–2      | Bayern München             |
| -------------- | -------- | -------------------------- |
| - McGregor 74' | Chi tiết | - Coman 22' - Martínez 77' |

| Anderlecht  | 1–2      | Bayern München                  |
| ----------- | -------- | ------------------------------- |
| - Hanni 63' | Chi tiết | - Lewandowski 51' - Tolisso 77' |

| Paris Saint-Germain                                                             | 7–1      | Celtic       |
| ------------------------------------------------------------------------------- | -------- | ------------ |
| - Neymar 9', 22' - Cavani 28', 79' - Mbappé 35' - Verratti 75' - Dani Alves 80' | Chi tiết | - Dembélé 1' |

| Bayern München                      | 3–1      | Paris Saint-Germain |
| ----------------------------------- | -------- | ------------------- |
| - Lewandowski 8' - Tolisso 37', 69' | Chi tiết | - Mbappé 50'        |

| Celtic | 0–1      | Anderlecht             |
| ------ | -------- | ---------------------- |
|        | Chi tiết | - Šimunović 62' (l.n.) |

### Bảng C
| VT | Đội             | ST | T | H | B | BT | BB | HS  | Đ  | Giành quyền tham dự                 |  | ROM | CHL | ATL | QRB |
| -- | --------------- | -- | - | - | - | -- | -- | --- | -- | ----------------------------------- |  | --- | --- | --- | --- |
| 1  | Roma            | 6  | 3 | 2 | 1 | 9  | 6  | +3  | 11 | Đi tiếp vào vòng đấu loại trực tiếp |  | —   | 3–0 | 0–0 | 1–0 |
| 2  | Chelsea         | 6  | 3 | 2 | 1 | 16 | 8  | +8  | 11 | Đi tiếp vào vòng đấu loại trực tiếp |  | 3–3 | —   | 1–1 | 6–0 |
| 3  | Atlético Madrid | 6  | 1 | 4 | 1 | 5  | 4  | +1  | 7  | Chuyển qua Europa League            |  | 2–0 | 1–2 | —   | 1–1 |
| 4  | Qarabağ         | 6  | 0 | 2 | 4 | 2  | 14 | −12 | 2  |                                     |  | 1–2 | 0–4 | 0–0 | —   |

1. 1 2  Kết quả đối đầu: Chelsea 3–3 Roma, Roma 3–0 Chelsea.

Các trận đấu
| Chelsea                                                                                            | 6–0      | Qarabağ |
| -------------------------------------------------------------------------------------------------- | -------- | ------- |
| - Pedro 5' - Zappacosta 30' - Azpilicueta 55' - Bakayoko 71' - Batshuayi 76' - Medvedev 82' (l.n.) | Chi tiết |         |

| Roma | 0–0      | Atlético Madrid |
| ---- | -------- | --------------- |
|      | Chi tiết |                 |

| Qarabağ              | 1–2      | Roma                     |
| -------------------- | -------- | ------------------------ |
| - Pedro Henrique 28' | Chi tiết | - Manolas 7' - Džeko 15' |

| Atlético Madrid         | 1–2      | Chelsea                        |
| ----------------------- | -------- | ------------------------------ |
| - Griezmann 40' (ph.đ.) | Chi tiết | - Morata 60' - Batshuayi 90+3' |

| Qarabağ | 0–0      | Atlético Madrid |
| ------- | -------- | --------------- |
|         | Chi tiết |                 |

| Chelsea                            | 3–3      | Roma                           |
| ---------------------------------- | -------- | ------------------------------ |
| - David Luiz 11' - Hazard 37', 75' | Chi tiết | - Kolarov 40' - Džeko 64', 70' |

| Atlético Madrid | 1–1      | Qarabağ      |
| --------------- | -------- | ------------ |
| - Partey 56'    | Chi tiết | - Míchel 40' |

| Roma                                | 3–0      | Chelsea |
| ----------------------------------- | -------- | ------- |
| - El Shaarawy 1', 36' - Perotti 63' | Chi tiết |         |

| Qarabağ | 0–4      | Chelsea                                                        |
| ------- | -------- | -------------------------------------------------------------- |
|         | Chi tiết | - Hazard 21' (ph.đ.) - Willian 36', 85' - Fàbregas 73' (ph.đ.) |

| Atlético Madrid               | 2–0      | Roma |
| ----------------------------- | -------- | ---- |
| - Griezmann 69' - Gameiro 85' | Chi tiết |      |

| Chelsea            | 1–1      | Atlético Madrid |
| ------------------ | -------- | --------------- |
| - Savić 75' (l.n.) | Chi tiết | - Saúl 56'      |

| Roma          | 1–0      | Qarabağ |
| ------------- | -------- | ------- |
| - Perotti 53' | Chi tiết |         |

### Bảng D
| VT | Đội         | ST | T | H | B | BT | BB | HS | Đ  | Giành quyền tham dự                 |  | BAR | JUV | SPO | OLY |
| -- | ----------- | -- | - | - | - | -- | -- | -- | -- | ----------------------------------- |  | --- | --- | --- | --- |
| 1  | Barcelona   | 6  | 4 | 2 | 0 | 9  | 1  | +8 | 14 | Đi tiếp vào vòng đấu loại trực tiếp |  | —   | 3–0 | 2–0 | 3–1 |
| 2  | Juventus    | 6  | 3 | 2 | 1 | 7  | 5  | +2 | 11 | Đi tiếp vào vòng đấu loại trực tiếp |  | 0–0 | —   | 2–1 | 2–0 |
| 3  | Sporting CP | 6  | 2 | 1 | 3 | 8  | 9  | −1 | 7  | Chuyển qua Europa League            |  | 0–1 | 1–1 | —   | 3–1 |
| 4  | Olympiacos  | 6  | 0 | 1 | 5 | 4  | 13 | −9 | 1  |                                     |  | 0–0 | 0–2 | 2–3 | —   |

Các trận đấu
| Barcelona                      | 3–0      | Juventus |
| ------------------------------ | -------- | -------- |
| - Messi 45', 69' - Rakitić 56' | Chi tiết |          |

| Olympiakos         | 2–3      | Sporting CP                                  |
| ------------------ | -------- | -------------------------------------------- |
| - Pardo 89', 90+3' | Chi tiết | - Doumbia 2' - Gelson M. 13' - Fernandes 43' |

| Sporting CP | 0–1      | Barcelona           |
| ----------- | -------- | ------------------- |
|             | Chi tiết | - Coates 49' (l.n.) |

| Juventus                      | 2–0      | Olympiakos |
| ----------------------------- | -------- | ---------- |
| - Higuaín 69' - Mandžukić 80' | Chi tiết |            |

| Juventus                     | 2–1      | Sporting CP              |
| ---------------------------- | -------- | ------------------------ |
| - Pjanić 29' - Mandžukić 84' | Chi tiết | - Alex Sandro 12' (l.n.) |

| Barcelona                                     | 3–1      | Olympiakos     |
| --------------------------------------------- | -------- | -------------- |
| - Nikolaou 18' (l.n.) - Messi 61' - Digne 64' | Chi tiết | - Nikolaou 90' |

| Sporting CP       | 1–1      | Juventus      |
| ----------------- | -------- | ------------- |
| - Bruno César 20' | Chi tiết | - Higuaín 79' |

| Olympiakos | 0–0      | Barcelona |
| ---------- | -------- | --------- |
|            | Chi tiết |           |

| Juventus | 0–0      | Barcelona |
| -------- | -------- | --------- |
|          | Chi tiết |           |

| Sporting CP                       | 3–1      | Olympiakos         |
| --------------------------------- | -------- | ------------------ |
| - Dost 40', 66' - Bruno César 43' | Chi tiết | - Odjidja-Ofoe 86' |

| Barcelona                            | 2–0      | Sporting CP |
| ------------------------------------ | -------- | ----------- |
| - Alcácer 59' - Mathieu 90+1' (l.n.) | Chi tiết |             |

| Olympiakos | 0–2      | Juventus                          |
| ---------- | -------- | --------------------------------- |
|            | Chi tiết | - Cuadrado 15' - Bernardeschi 90' |

### Bảng E
| VT | Đội            | ST | T | H | B | BT | BB | HS  | Đ  | Giành quyền tham dự                 |  | LIV | SEV | SPM | MRB |
| -- | -------------- | -- | - | - | - | -- | -- | --- | -- | ----------------------------------- |  | --- | --- | --- | --- |
| 1  | Liverpool      | 6  | 3 | 3 | 0 | 23 | 6  | +17 | 12 | Đi tiếp vào vòng đấu loại trực tiếp |  | —   | 2–2 | 7–0 | 3–0 |
| 2  | Sevilla        | 6  | 2 | 3 | 1 | 12 | 12 | 0   | 9  | Đi tiếp vào vòng đấu loại trực tiếp |  | 3–3 | —   | 2–1 | 3–0 |
| 3  | Spartak Moskva | 6  | 1 | 3 | 2 | 9  | 13 | −4  | 6  | Chuyển qua Europa League            |  | 1–1 | 5–1 | —   | 1–1 |
| 4  | Maribor        | 6  | 0 | 3 | 3 | 3  | 16 | −13 | 3  |                                     |  | 0–7 | 1–1 | 1–1 | —   |

Các trận đấu
| Maribor     | 1–1      | Spartak Moskva |
| ----------- | -------- | -------------- |
| - Bohar 85' | Chi tiết | - Samedov 59'  |

| Liverpool                 | 2–2      | Sevilla                      |
| ------------------------- | -------- | ---------------------------- |
| - Firmino 21' - Salah 37' | Chi tiết | - Ben Yedder 5' - Correa 72' |

| Sevilla                            | 3–0      | Maribor |
| ---------------------------------- | -------- | ------- |
| - Ben Yedder 27', 38', 83' (ph.đ.) | Chi tiết |         |

| Spartak Moskva | 1–1      | Liverpool      |
| -------------- | -------- | -------------- |
| - Fernando 23' | Chi tiết | - Coutinho 31' |

| Spartak Moskva                                                       | 5–1      | Sevilla    |
| -------------------------------------------------------------------- | -------- | ---------- |
| - Promes 18', 90' - Melgarejo 58' - Glushakov 67' - Luiz Adriano 74' | Chi tiết | - Kjær 30' |

| Maribor | 0–7      | Liverpool                                                                                  |
| ------- | -------- | ------------------------------------------------------------------------------------------ |
|         | Chi tiết | - Firmino 4', 54' - Coutinho 13' - Salah 19', 40' - Chamberlain 86' - Alexander-Arnold 90' |

| Sevilla                    | 2–1      | Spartak Moskva |
| -------------------------- | -------- | -------------- |
| - Lenglet 30' - Banega 59' | Chi tiết | - Zé Luís 78'  |

| Liverpool                             | 3–0      | Maribor |
| ------------------------------------- | -------- | ------- |
| - Salah 49' - Can 64' - Sturridge 90' | Chi tiết |         |

| Spartak Moskva | 1–1      | Maribor           |
| -------------- | -------- | ----------------- |
| - Zé Luís 82'  | Chi tiết | - Mešanović 90+2' |

| Sevilla                                       | 3–3      | Liverpool                    |
| --------------------------------------------- | -------- | ---------------------------- |
| - Ben Yedder 51', 60' (ph.đ.) - Pizarro 90+3' | Chi tiết | - Firmino 2', 30' - Mané 22' |

| Maribor       | 1–1      | Sevilla     |
| ------------- | -------- | ----------- |
| - Tavares 10' | Chi tiết | - Ganso 75' |

| Liverpool                                                                 | 7–0      | Spartak Moskva |
| ------------------------------------------------------------------------- | -------- | -------------- |
| - Coutinho 4' (ph.đ.), 15', 50' - Firmino 19' - Mané 47', 76' - Salah 86' | Chi tiết |                |

### Bảng F
| VT | Đội              | ST | T | H | B | BT | BB | HS | Đ  | Giành quyền tham dự                 |  | MC  | SHK | NAP | FEY |
| -- | ---------------- | -- | - | - | - | -- | -- | -- | -- | ----------------------------------- |  | --- | --- | --- | --- |
| 1  | Manchester City  | 6  | 5 | 0 | 1 | 14 | 5  | +9 | 15 | Đi tiếp vào vòng đấu loại trực tiếp |  | —   | 2–0 | 2–1 | 1–0 |
| 2  | Shakhtar Donetsk | 6  | 4 | 0 | 2 | 9  | 9  | 0  | 12 | Đi tiếp vào vòng đấu loại trực tiếp |  | 2–1 | —   | 2–1 | 3–1 |
| 3  | Napoli           | 6  | 2 | 0 | 4 | 11 | 11 | 0  | 6  | Chuyển qua Europa League            |  | 2–4 | 3–0 | —   | 3–1 |
| 4  | Feyenoord        | 6  | 1 | 0 | 5 | 5  | 14 | −9 | 3  |                                     |  | 0–4 | 1–2 | 2–1 | —   |

Các trận đấu
| Feyenoord | 0–4      | Manchester City                                   |
| --------- | -------- | ------------------------------------------------- |
|           | Chi tiết | - Stones 2', 63' - Agüero 10' - Gabriel Jesus 25' |

| Shakhtar Donetsk            | 2–1      | Napoli              |
| --------------------------- | -------- | ------------------- |
| - Taison 15' - Ferreyra 58' | Chi tiết | - Milik 72' (ph.đ.) |

| Napoli                                    | 3–1      | Feyenoord       |
| ----------------------------------------- | -------- | --------------- |
| - Insigne 7' - Mertens 49' - Callejón 70' | Chi tiết | - Amrabat 90+3' |

| Manchester City                | 2–0      | Shakhtar Donetsk |
| ------------------------------ | -------- | ---------------- |
| - De Bruyne 48' - Sterling 90' | Chi tiết |                  |

| Manchester City                   | 2–1      | Napoli                |
| --------------------------------- | -------- | --------------------- |
| - Sterling 9' - Gabriel Jesus 13' | Chi tiết | - Diawara 73' (ph.đ.) |

| Feyenoord     | 1–2      | Shakhtar Donetsk   |
| ------------- | -------- | ------------------ |
| - Berghuis 8' | Chi tiết | - Bernard 24', 54' |

| Napoli                               | 2–4      | Manchester City                                           |
| ------------------------------------ | -------- | --------------------------------------------------------- |
| - Insigne 21' - Jorginho 62' (ph.đ.) | Chi tiết | - Otamendi 34' - Stones 48' - Agüero 69' - Sterling 90+2' |

| Shakhtar Donetsk                 | 3–1      | Feyenoord       |
| -------------------------------- | -------- | --------------- |
| - Ferreyra 14' - Marlos 17', 68' | Chi tiết | - Jørgensen 12' |

| Manchester City | 1–0      | Feyenoord |
| --------------- | -------- | --------- |
| - Sterling 88'  | Chi tiết |           |

| Napoli                                      | 3–0      | Shakhtar Donetsk |
| ------------------------------------------- | -------- | ---------------- |
| - Insigne 56' - Zieliński 81' - Mertens 83' | Chi tiết |                  |

| Feyenoord                         | 2–1      | Napoli         |
| --------------------------------- | -------- | -------------- |
| - Jørgensen 33' - St. Juste 90+1' | Chi tiết | - Zieliński 2' |

| Shakhtar Donetsk            | 2–1      | Manchester City        |
| --------------------------- | -------- | ---------------------- |
| - Bernard 26' - Ismaily 32' | Chi tiết | - Agüero 90+2' (ph.đ.) |

### Bảng G
| VT | Đội        | ST | T | H | B | BT | BB | HS  | Đ  | Giành quyền tham dự                 |  | BES | POR | RBL | MON |
| -- | ---------- | -- | - | - | - | -- | -- | --- | -- | ----------------------------------- |  | --- | --- | --- | --- |
| 1  | Beşiktaş   | 6  | 4 | 2 | 0 | 11 | 5  | +6  | 14 | Đi tiếp vào vòng đấu loại trực tiếp |  | —   | 1–1 | 2–0 | 1–1 |
| 2  | Porto      | 6  | 3 | 1 | 2 | 15 | 10 | +5  | 10 | Đi tiếp vào vòng đấu loại trực tiếp |  | 1–3 | —   | 3–1 | 5–2 |
| 3  | RB Leipzig | 6  | 2 | 1 | 3 | 10 | 11 | −1  | 7  | Chuyển qua Europa League            |  | 1–2 | 3–2 | —   | 1–1 |
| 4  | Monaco     | 6  | 0 | 2 | 4 | 6  | 16 | −10 | 2  |                                     |  | 1–2 | 0–3 | 1–4 | —   |

Các trận đấu
| RB Leipzig     | 1–1      | Monaco          |
| -------------- | -------- | --------------- |
| - Forsberg 33' | Chi tiết | - Tielemans 34' |

| Porto              | 1–3      | Beşiktaş                              |
| ------------------ | -------- | ------------------------------------- |
| - Tošić 21' (l.n.) | Chi tiết | - Talisca 13' - Tosun 28' - Babel 86' |

| Beşiktaş                  | 2–0      | RB Leipzig |
| ------------------------- | -------- | ---------- |
| - Babel 11' - Talisca 43' | Chi tiết |            |

| Monaco | 0–3      | Porto                            |
| ------ | -------- | -------------------------------- |
|        | Chi tiết | - Aboubakar 31', 69' - Layún 89' |

| Monaco       | 1–2      | Beşiktaş         |
| ------------ | -------- | ---------------- |
| - Falcao 30' | Chi tiết | - Tosun 34', 54' |

| RB Leipzig                               | 3–2      | Porto                         |
| ---------------------------------------- | -------- | ----------------------------- |
| - Orban 8' - Forsberg 38' - Augustin 41' | Chi tiết | - Aboubakar 18' - Marcano 44' |

| Beşiktaş            | 1–1      | Monaco        |
| ------------------- | -------- | ------------- |
| - Tosun 54' (ph.đ.) | Chi tiết | - Lopes 45+1' |

| Porto                                      | 3–1      | RB Leipzig   |
| ------------------------------------------ | -------- | ------------ |
| - Herrera 13' - Danilo 61' - Pereira 90+3' | Chi tiết | - Werner 48' |

| Beşiktaş      | 1–1      | Porto        |
| ------------- | -------- | ------------ |
| - Talisca 41' | Chi tiết | - Felipe 29' |

| Monaco       | 1–4      | RB Leipzig                                                |
| ------------ | -------- | --------------------------------------------------------- |
| - Falcao 43' | Chi tiết | - Jemerson 6' (l.n.) - Werner 9', 31' (ph.đ.) - Keïta 45' |

| RB Leipzig  | 1–2      | Beşiktaş                            |
| ----------- | -------- | ----------------------------------- |
| - Keïta 87' | Chi tiết | - Negredo 10' (ph.đ.) - Talisca 90' |

| Porto                                                            | 5–2      | Monaco                          |
| ---------------------------------------------------------------- | -------- | ------------------------------- |
| - Aboubakar 9', 33' - Brahimi 45' - Alex Telles 65' - Soares 88' | Chi tiết | - Glik 61' (ph.đ.) - Falcao 78' |

### Bảng H
| VT | Đội               | ST | T | H | B | BT | BB | HS  | Đ  | Giành quyền tham dự                 |  | TOT | RM  | DOR | APO |
| -- | ----------------- | -- | - | - | - | -- | -- | --- | -- | ----------------------------------- |  | --- | --- | --- | --- |
| 1  | Tottenham Hotspur | 6  | 5 | 1 | 0 | 15 | 4  | +11 | 16 | Đi tiếp vào vòng đấu loại trực tiếp |  | —   | 3–1 | 3–1 | 3–0 |
| 2  | Real Madrid       | 6  | 4 | 1 | 1 | 17 | 7  | +10 | 13 | Đi tiếp vào vòng đấu loại trực tiếp |  | 1–1 | —   | 3–2 | 3–0 |
| 3  | Borussia Dortmund | 6  | 0 | 2 | 4 | 7  | 13 | −6  | 2  | Chuyển qua Europa League            |  | 1–2 | 1–3 | —   | 1–1 |
| 4  | APOEL             | 6  | 0 | 2 | 4 | 2  | 17 | −15 | 2  |                                     |  | 0–3 | 0–6 | 1–1 | —   |

1. 1 2  Kết quả đối đầu: APOEL 1–1 Borussia Dortmund, Borussia Dortmund 1–1 APOEL (kết quả đối đầu ngang nhau, xếp hạng dựa trên tổng hiệu số bàn thắng bại).

Các trận đấu
| Real Madrid                            | 3–0      | APOEL |
| -------------------------------------- | -------- | ----- |
| - Ronaldo 12', 51' (ph.đ.) - Ramos 61' | Chi tiết |       |

| Tottenham Hotspur                  | 3–1      | Borussia Dortmund |
| ---------------------------------- | -------- | ----------------- |
| - Son Heung-min 4' - Kane 15', 60' | Chi tiết | - Yarmolenko 11'  |

| Borussia Dortmund | 1–3      | Real Madrid                   |
| ----------------- | -------- | ----------------------------- |
| - Aubameyang 54'  | Chi tiết | - Bale 18' - Ronaldo 50', 79' |

| APOEL | 0–3      | Tottenham Hotspur    |
| ----- | -------- | -------------------- |
|       | Chi tiết | - Kane 39', 62', 67' |

| APOEL      | 1–1      | Borussia Dortmund      |
| ---------- | -------- | ---------------------- |
| - Poté 62' | Chi tiết | - Papastathopoulos 67' |

| Real Madrid           | 1–1      | Tottenham Hotspur   |
| --------------------- | -------- | ------------------- |
| - Ronaldo 43' (ph.đ.) | Chi tiết | - Varane 28' (l.n.) |

| Borussia Dortmund | 1–1      | APOEL      |
| ----------------- | -------- | ---------- |
| - Guerreiro 29'   | Chi tiết | - Poté 51' |

| Tottenham Hotspur             | 3–1      | Real Madrid   |
| ----------------------------- | -------- | ------------- |
| - Alli 27', 56' - Eriksen 65' | Chi tiết | - Ronaldo 80' |

| APOEL | 0–6      | Real Madrid                                                      |
| ----- | -------- | ---------------------------------------------------------------- |
|       | Chi tiết | - Modrić 23' - Benzema 39', 45+1' - Nacho 41' - Ronaldo 49', 54' |

| Borussia Dortmund | 1–2      | Tottenham Hotspur              |
| ----------------- | -------- | ------------------------------ |
| - Aubameyang 31'  | Chi tiết | - Kane 49' - Son Heung-min 76' |

| Real Madrid                              | 3–2      | Borussia Dortmund     |
| ---------------------------------------- | -------- | --------------------- |
| - Mayoral 8' - Ronaldo 12' - Vázquez 81' | Chi tiết | - Aubameyang 43', 49' |

| Tottenham Hotspur                                 | 3–0      | APOEL |
| ------------------------------------------------- | -------- | ----- |
| - Llorente 20' - Son Heung-min 37' - N'Koudou 80' | Chi tiết |       |